# Нашота, Висконсин
Нашота, Висконсин (енгл. Nashotah) град је у америчкој савезној држави Висконсин.

## Демографија
По попису из 2010. године број становника је 1.395, што је 129 (10,2%) становника више него 2000. године.
| Група             | 2000.         | 2010.         |
| Белци             | 1.239 (97,9%) | 1.330 (95,3%) |
| Афроамериканци    | 2 (0,2%)      | 2 (0,1%)      |
| Азијати           | 3 (0,2%)      | 20 (1,4%)     |
| Хиспаноамериканци | 13 (1,0%)     | 19 (1,4%)     |
| Укупно            | 1.266         | 1.395         |